# 천문항법
천문항법(天文航法, celestial navigation) 은 천체(태양, 달, 별)의 고도와 방위를 관측하여 자신의 위치를 파악하며 항해하는 방법이다. 과거 대양 항해시 선위측정 및 나침반의 오차를 파악하기 위해 주로 이용되었으나, 높은 전문성, 다른 항법과 비교적으로 긴 시간과 수고를 요구하기 때문에 전파항법의 발달로 사용빈도가 낮아졌다.

## 같이 보기
- 천구의 극
- 천체력
- 극축정렬
- 전파항법
- 구면기하학